# Самово царство
Самово царство је историографски назив за словенску племенску унију упостављену под краљем (лат. rex) Самом, која је постојала од 631. до 658. године. Сједиште уније је највјероватније било у Моравској, док је унија укључивала и области Шлеске, Чешке, Словачке, Лужице и Карантаније.

## Напомена
1. ↑  У Псеудофредегаровој хроници се још користе називи „Краљевство Самово” или „Самово краљевство” (лат. Regnum Samonem);[1] у 17. вијеку латински радови су државу називали „Самово словенско краљевство“ или „Словенско краљевство Самово” (лат. Samonem Sclauorum Regem)[2]